# Daitokudzsi

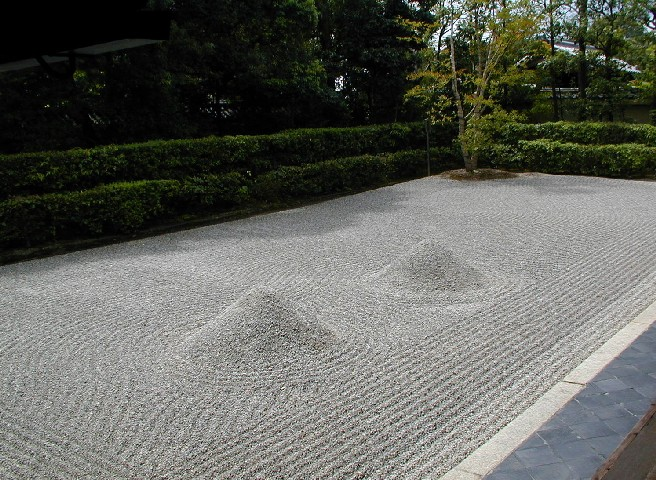

A Daitokudzsi (大徳寺, Hepburn-átírással: Daitoku-ji) a japán zen buddhizmushoz tartozó rinzai szekta daitokudzsi ágának főtemploma Kiotóban. A hatalmas alapterületű, sok melléktemplommal rendelkező, a 14–16. században épült Daitokudzsi fő nevezetessége a Daiszenin melléktemplom sziklakertje, amelyet 1547-ben tervezett Kogaku Szoko apát: egyik fele vízesést szimbolizáló sziklákból, hullámzó vizet imitáló, gereblyézett fehér kavicsszőnyegből és egy páratlanul szép kőlap hídból áll (a templom szerzetesei szerint mindez egy „monokróm tájfestmény háromdimenziós mása”), másik, nagyobb része pedig csupán egy-két, kiemelkedő „heggyel” megszakított, hosszan elnyúló „tenger”, a zen kert célja ugyanis az, hogy a külső megjelenésében jelképesre csupaszított látszat mögül előcsalja, megelevenítse a szemlélő számára a rejtett lényeget.
A császári könyörgés termévé való felszentelés ünnepségét 1326. december 8-án tartották, ezt tekintik általában a templom igazi alapításának.